# Benno Teschke
Benno Teschke   (Osnabrück, 1967) és un teòric germanobritànic de les relacions internacionals. És professor de relacions internacionals a la Universitat de Sussex.
Va estudiar política, història i relacions internacionals a les universitats de Tübingen, Cardiff, París (Sciences-Po), Berlín (Humboldt) i Londres (LSE), on es va doctorar. El 2003 va publicar "The Myth of 1648: Class, Geopolitics i the Making of Modern International Relations", que va ser guardonat amb el premi Isaac i Tamara Deutscher Memorial del 2004. La recerca de Teschke constitueix una contribució a l'estudi de les relacions internacionals en el moment de l'augment i expansió del capitalisme, la guerra, l'imperialisme i el desenvolupament del sistema estatal europeu i internacional. Aquesta aportació parteix d'un enfocament historicista de la sociologia de la política internacional, que busca reincorporar la gran estratègia, la política exterior i la diplomàcia internacional a les sociologies històriques crítiques de les relacions internacionals, concretament en la perspectiva metodològica del marxisme.
L'estiu de 2016, va ser nomenat director del Centre de Teoria Internacional Avançada de l'Escola d'Estudis Globals de la Universitat de Sussex.

## Obres
- "The Myth of 1648: Class, Geopolitics and the Making of Modern International Relations", Verso, Londres, 2003.